# 波格尔斯多夫
波格尔斯多夫是奥地利克恩顿州克拉根福兰县的一个市镇。总面积30.74平方公里，总人口2953人，人口密度96.1人/平方公里（2005年）。